# Dineutus nigrior
Dineutus nigrior es una especie de escarabajo del género Dineutus, familia Gyrinidae. Fue descrita científicamente por Roberts en 1895.
Habita en Canadá y los Estados Unidos (desde Nueva Escocia y Manitoba hasta Florida y Luisiana). Los machos miden 11.1–11.7 mm y las hembras 11.6–11.7 mm. Habita en ecosistemas lénticos.